# Joachim Boldsen
Joachim Boldsen (ur. 30 kwietnia 1978 w Helsingør) – duński piłkarz ręczny, reprezentant kraju. Gra na pozycji środkowego rozgrywającego. Obecnie występuje w duńskim AG Kopenhaga. W 2008 roku zdobył złoty medal na Mistrzostwach Europy.

## Sukcesy

### reprezentacyjne
- 1996:  mistrzostwo Europy juniorów
- 1997:  mistrzostwo Świata juniorów
- 2002:  brązowy medal mistrzostw Europy (Szwecja)
- 2004:  brązowy medal mistrzostw Europy (Słowenia)
- 2006:  brązowy medal mistrzostw Europy (Szwajcaria)
- 2007:  brązowy medal mistrzostw Świata (Niemcy)
- 2008:  mistrzostwo Europy (Norwegia)

### klubowe
- 1999:  mistrzostwo Danii
- 1999:  puchar Danii
- 2004:  mistrzostwo Niemiec
- 2003, 2004, 2005:  puchar Niemiec
- 2004, 2007, 2010:  finalista Ligi Mistrzów EHF
- 2008:  Superpuchar Hiszpanii
- 2009:  Puchar Hiszpanii
- 2009, 2010:  Wicemistrzostwo Hiszpanii
- 2009, 2010:  Puchar Króla
- 2010:  puchar ASOBAL